# Kiểm tra tâm lý
Kiểm tra tâm lý hoặc xét nghiệm tâm lý là quản lý các bài kiểm tra tâm lý, được thiết kế để trở thành "thước đo khách quan và tiêu chuẩn của một mẫu hành vi". Thuật ngữ mẫu hành vi đề cập đến hiệu suất của một cá nhân đối với các nhiệm vụ thường được quy định trước. Các mẫu hành vi tạo nên một bài kiểm tra giấy và bút chì, loại kiểm tra phổ biến nhất, là một loạt các mục. Hiệu suất trên các mặt hàng này tạo ra một điểm kiểm tra. Một điểm trong bài kiểm tra được xây dựng tốt được cho là phản ánh một cấu trúc tâm lý như thành tích trong một môn học, khả năng nhận thức, năng khiếu, hoạt động cảm xúc, tính cách, v.v. Sự khác biệt về điểm kiểm tra được cho là phản ánh sự khác biệt của từng cá nhân trong việc xây dựng bài kiểm tra được cho là cần đo. Khoa học đằng sau kiểm tra tâm lý là tâm lý học đo lường.

## Trắc nghiệm tâm lý
Một bài kiểm tra tâm lý là một công cụ được thiết kế để đo lường các cấu trúc không quan sát được, còn được gọi là các biến tiềm ẩn. Các bài kiểm tra tâm lý là điển hình, nhưng không nhất thiết là một loạt các nhiệm vụ hoặc vấn đề mà người trả lời phải giải quyết. Các bài kiểm tra tâm lý có thể rất giống với bảng câu hỏi, cũng được thiết kế để đo lường các cấu trúc không quan sát được, nhưng khác nhau trong các bài kiểm tra tâm lý yêu cầu hiệu suất tối đa của người trả lời trong khi bảng câu hỏi yêu cầu hiệu suất điển hình của người trả lời. Một bài kiểm tra tâm lý hữu ích phải vừa hợp lệ (nghĩa là có bằng chứng để hỗ trợ cho việc giải thích cụ thể về kết quả kiểm tra ) và đáng tin cậy (nghĩa là nhất quán nội bộ hoặc cho kết quả nhất quán theo thời gian, qua các người xếp loại, v.v.).
Điều quan trọng là những người bằng nhau trên cấu trúc đo cũng có xác suất trả lời chính xác các mục kiểm tra bằng nhau. Ví dụ, một mục trong bài kiểm tra toán học có thể là "Trong một trận bóng đá, hai cầu thủ nhận được một thẻ đỏ; cuối cùng có bao nhiêu cầu thủ?"; tuy nhiên, mục này cũng đòi hỏi kiến thức về bóng đá phải được trả lời chính xác, không chỉ là khả năng toán học. Thành viên nhóm cũng có thể ảnh hưởng đến cơ hội trả lời chính xác các mục (chức năng mục khác biệt). Thông thường các bài kiểm tra được xây dựng cho một nhóm dân số cụ thể, và điều này nên được tính đến khi quản lý các bài kiểm tra. Nếu một bài kiểm tra là bất biến đối với một số khác biệt nhóm (ví dụ như giới tính) trong một nhóm dân số (ví dụ: Anh) nó không tự động có nghĩa là nó cũng bất biến trong một nhóm dân số khác (ví dụ Nhật Bản).
Đánh giá tâm lý tương tự như kiểm tra tâm lý nhưng thường liên quan đến đánh giá toàn diện hơn về cá nhân. Đánh giá tâm lý là một quá trình bao gồm kiểm tra sự tích hợp thông tin từ nhiều nguồn, chẳng hạn như kiểm tra tính cách bình thường và bất thường, kiểm tra khả năng hoặc trí thông minh, kiểm tra sở thích hoặc thái độ, cũng như thông tin từ các cuộc phỏng vấn cá nhân. Thông tin tài sản thế chấp cũng được thu thập về lịch sử cá nhân, nghề nghiệp hoặc y tế, chẳng hạn như từ hồ sơ hoặc từ các cuộc phỏng vấn với cha mẹ, vợ hoặc chồng, giáo viên, hoặc các nhà trị liệu hoặc bác sĩ trước đó. Một bài kiểm tra tâm lý là một trong những nguồn dữ liệu được sử dụng trong quá trình đánh giá; thường có nhiều hơn một bài kiểm tra được sử dụng. Nhiều nhà tâm lý học thực hiện một số mức độ đánh giá khi cung cấp dịch vụ cho khách hàng hoặc bệnh nhân, và có thể sử dụng ví dụ, danh sách kiểm tra đơn giản cho osis cho các thiết lập điều trị; để đánh giá một khu vực cụ thể của chức năng hoặc khuyết tật thường cho các cơ sở trường học; để giúp chọn loại điều trị hoặc để đánh giá kết quả điều trị; để giúp các tòa án quyết định các vấn đề như quyền nuôi con hoặc năng lực để ra tòa; hoặc để giúp đánh giá người xin việc hoặc nhân viên và cung cấp tư vấn hoặc đào tạo phát triển nghề nghiệp.